# Yaliové

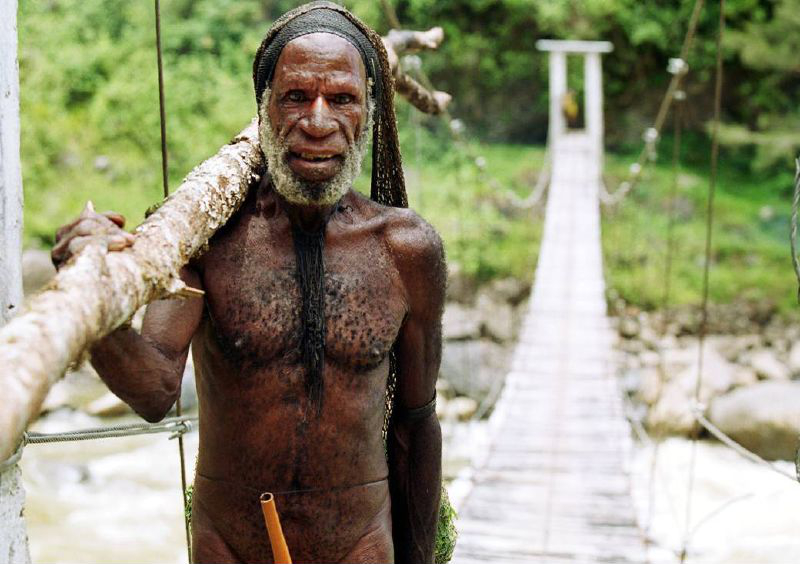
Muž z kmene Yali se síťkou na hlavě přes zadní část krku

Yaliové jsou kmenová skupina žijící na Nové Guineji v oblasti rozsáhlých hor relativně hodně vzdálených od baliemského údolí. Yaliové byli objeveni roku 1976. Západním světem byli objeveni teprve nedávno, kvůli náročnému terénu, který vede ke kmeni Yali. Cesta pešky k nim trvá několik dní a vede přes hřebeny hor ve výšce 3 600 m n. m. Jednotlivé klany Yaliů obývají vždy jedno údolí ve výšce 2000–2500 m n. m. Yaliové jsou pravděpodobně vzrůstem nejmenším papuánským národem. Patří mezi tzv. negrity, trpasličí černošské populace. Dospělí muž dosahuje výšky 120–150 cm. Barva kůže Yaliů je tmavá.

## Šacení a zdobení
Muži horských Yaliů na rozdíl od těch nížinných nosí typické ratanové sukně. Každá obruč je samostatná. V pase jsou obruče menšího průměru a na hýždích naopak. Vpředu se ratanová sukně opírá o dlouhé pouzdro na penis, které je vyrobeno z dutého dřevitého plodu lahvovníku. Kostěným nožem se odstraní přebytečná dužina. Muži si ratanovou sukni většinou na noc nesundávají. Muži si někdy vkládají do nosní přepážky různé klacíky. Ženy nosí pouze sukni, která je vyrobená z trávy. Vpředu je sukně těsně pod podbřiškem, naopak vzadu ji nosí až pod hýžděmi, takže mají skoro celý zadek nahý. Zadek zakrývá taška, která je spletená z orchidejových vláken. Malé holčičky do dvou až tři let stejně jako chlapci chodí nahé. Pak mají jednu vrstvené sukně. K sukni každé 4 roky přidávají jednu vrstvu. Jakmile má dívka 4 vrstvy, tak je čas na vdávání. Chlapci nosí do 11 let malé pouzdro na penis a jednu vrstvu obruče kolem pasu.

## Obydlí
Žijí v kulatých chatrčích postavených z kůry a kůlů. Střechu staví z pichlavých pandánových listů. Kruhová místnost bývá většinou rozdělena na dvě místnosti a v menší části přístřešku je určena pro prasata. Uprostřed chatrče většinou bývá ohniště. Stejné chatrče stavějí na vzdálených políčkách (sladkých brambor), aby v ní mohli v případě přespat. 

## Kanibalismus
Yaliové byli velmi obávaní kanibalové. Vysloužili si respekt ze strany svých nepřátel, a dokonce měli jednotlivé klany Yaliů strach jeden z druhého. Tento strach z nich je kvůli tomu, že nepřítelovo tělo celé sní, ale ještě rozdrtí kosti na prach, který následně vhodí do údolí. Toto údajně dělají kvůli tomu, aby se jejich nepřítel nemohl vrátit a pomstít se. Lidi ze sousedních vesnic nezabíjeli jen kvůli pomstě, ale někdy i pro maso. V druhé polovině 20. st. zabili a snědli Yaliové dva misionáře, kteří domorodcům pálili jejich náboženské sošky. O pár let později skončily podobně čtyři rodiny holandských protestantů.  K největšímu masakru na bílých lidech se dopustili take Yaliové, když zabili a snědli kněze a jeho dvanáct misijních pomocníků.

## Kontakt s civilizací
Díky pusté a neobydlené oblasti hor, kde Yaliové žijí, měli Yaliové minimální kontakt s jinými kulturami. Avšak ani vysoké a neschůdné hory je neuchránily před misionáři, kteří se snaží Yalie civilizovat a naučit je indonéštině. Poblíž vesnic stavějí misionáři maličké kostely. Přesto i dnes můžeme najít necivilizované vesnice, kde nikdo neumí indonéštinu a kam vliv křesťanské kultury téměř nedorazil. Proto Yaliové patří k nejméně civilizovaným a nejkrásnějším kmenům západní části ostrova Nová Guinea. 